# أولاد امراح (أولاد عمران)
أولاد امراح هو دُوَّار يقع بجماعة مجي، إقليم الصويرة، جهة مراكش آسفي في المملكة المغربية. ينتمي الدوّار لمشيخة أولاد عمران التي تضم 11 دوار. يقدر عدد سكانه بـ 791 نسمة حسب الإحصاء الرسمي للسكان والسكنى لسنة 2004.

## روابط خارجية
- البوابة الوطنية للجماعات الترابية
- المندوبية السامية للتخطيط